# La Paz County
La Paz County je okres ve státě Arizona v USA. K roku 2010 zde žilo 20 489 obyvatel. Správním městem okresu je Parker. Celková rozloha okresu činí 11 690 km². Okres vznikl v roce 1983, kdy se odpojil od Yuma County. Je nejpozději vzniklým okresem v Arizoně. Na západě sousedí s Kalifornií.

## Sousední okresy
| Růžice kompasu | San Bernardino County (CA) | Mohave County | Yavapai County  | Růžice kompasu |
| Růžice kompasu | Riverside County (CA)      | Sever         | Maricopa County | Růžice kompasu |
| Růžice kompasu | Riverside County (CA)      | La Paz County | Maricopa County | Růžice kompasu |
| Růžice kompasu | Riverside County (CA)      | Jih           | Maricopa County | Růžice kompasu |
| Růžice kompasu | Imperial County (CA)       | Yuma County   |                 | Růžice kompasu |